# Federazione pallavolistica della Costa Rica
La Federazione costaricana di pallavolo (spa. Federación Costarricense de Voleibol, FeCoVol) è un'organizzazione fondata per governare la pratica della pallavolo in Costa Rica.
Organizza il campionato maschile e femminile, e pone sotto la propria egida la nazionale maschile e femminile.
Ha aderito alla FIVB nel 1970.